# Piaggio P.180 Avanti
Piaggio P.180 Avanti é um avião bimotor de transporte executivo fabricada na Itália pela Piaggio com motores Turboélice invertidos. Tem capacidade para até nove passageiros em uma cabine pressurizada e pode ser operada por um ou dois pilotos. O projeto possui três superfícies de sustentação sendo a asa principal, a empenagem e uma pequena asa na proa, com as longarinas passando por fora da área da cabine de passageiros.

## Desenvolvimento
Estudos para o projeto começaram em 1979 e os primeiros testes em túnel de vento na itália e nos Estados Unidos começaram em 1980 e 1981. Uma colaboração com a Learjet para desenvolver a aeronave começou em 1983 mas acabou em 13 de janeiro de 1986, a Piaggio continuou o desenvolvimento de maneira autônoma. O primeiro protótipo voou em 23 de setembro de 1986. A certificação americana e italiana foram obtidas em 2 de outubro de 1990.
As primeiras doze fuselagens foram fabricadas em Wichita, no Kansas com a H & H Parts e a Plessey Midwest e levadas a Itália para montagem final. A Avanti Aviation Wichita foi a falência em 1994. O projeto ficou abandonado até um grupo de investidores liderados por Piero Ferrari se envolverem em 1998. O centésimo avião foi entregue em outubro de 2005 e o de número 150 em maio de 2008. Segundo a Piaggio, em outubro de 2010, as frotas de Avanti e Avanti II somavam mais de 500 000 horas de voo.
Uma versão melhorada, o Avanti II obteve certificação européia e estadunidense em novembro de 2005. Seis meses depois, setenta aeronaves estavam encomendadas, incluindo trinta e seis pela Avantair. O Avanti II tinha recursos atualizados como os motores turboélice Pratt & Whitney Canada PT6 e voava em média 18 km/h (11,2 mph) mais rápido, com melhor economia de combustível, novos conjuntos de instrumentos de cabine com painéis digitais planos em LCD que juntam o sistema anticolisão (TCAS), o alarme de proximidade com solo (TAWS) e a demonstração meteorológica gráfica em tempo real.
O Avanti é reconhecido por ser mais rápido do que outros turboélices e muitos jatos de médio porte, enquanto é 40% mais eficiente em consumo de combustível que seus concorrentes a jato.

## Galeria

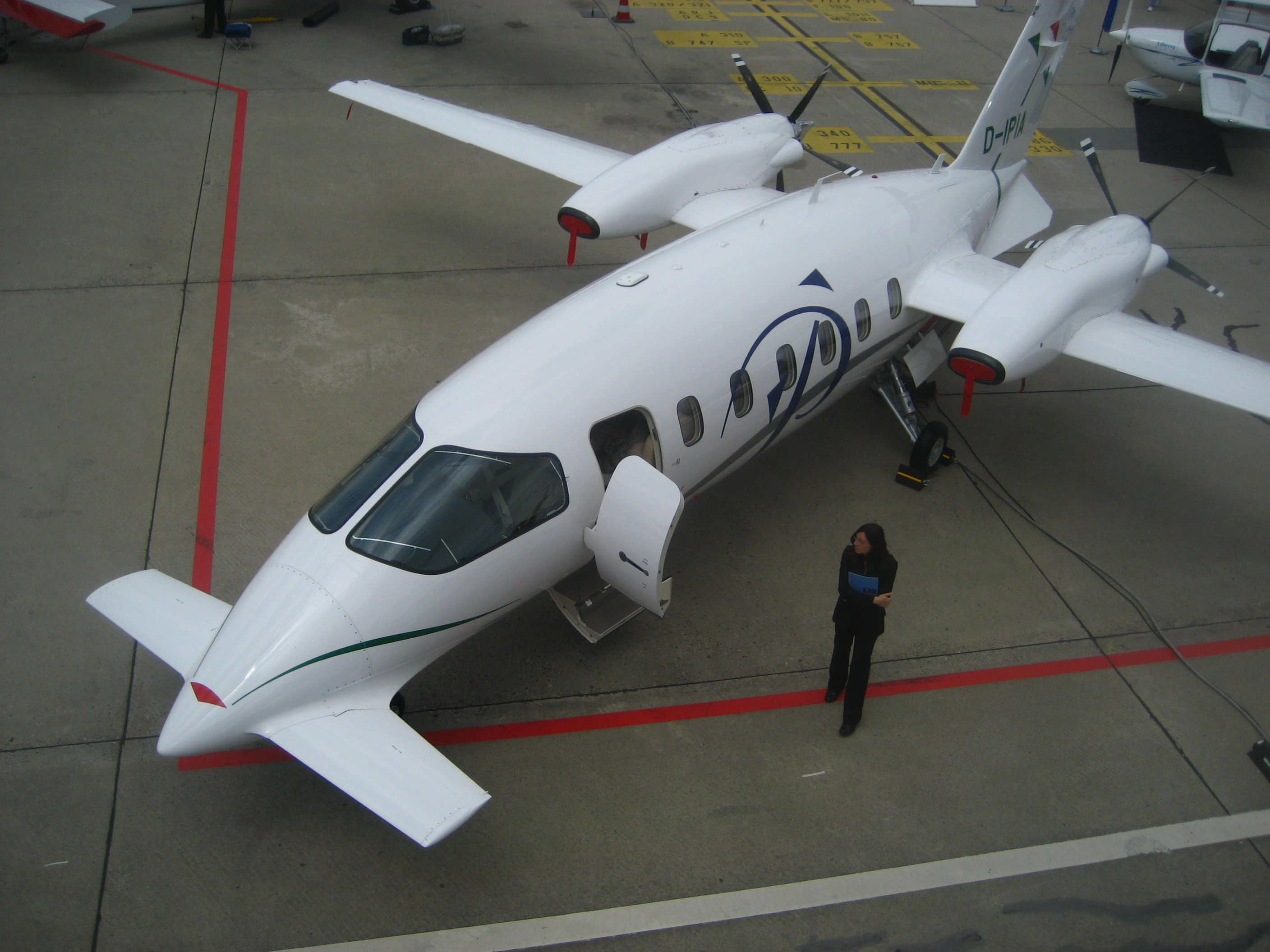
P.180 Avanti, mostrando a fuselagem de curva constante, a asa principal e a asa da proa.
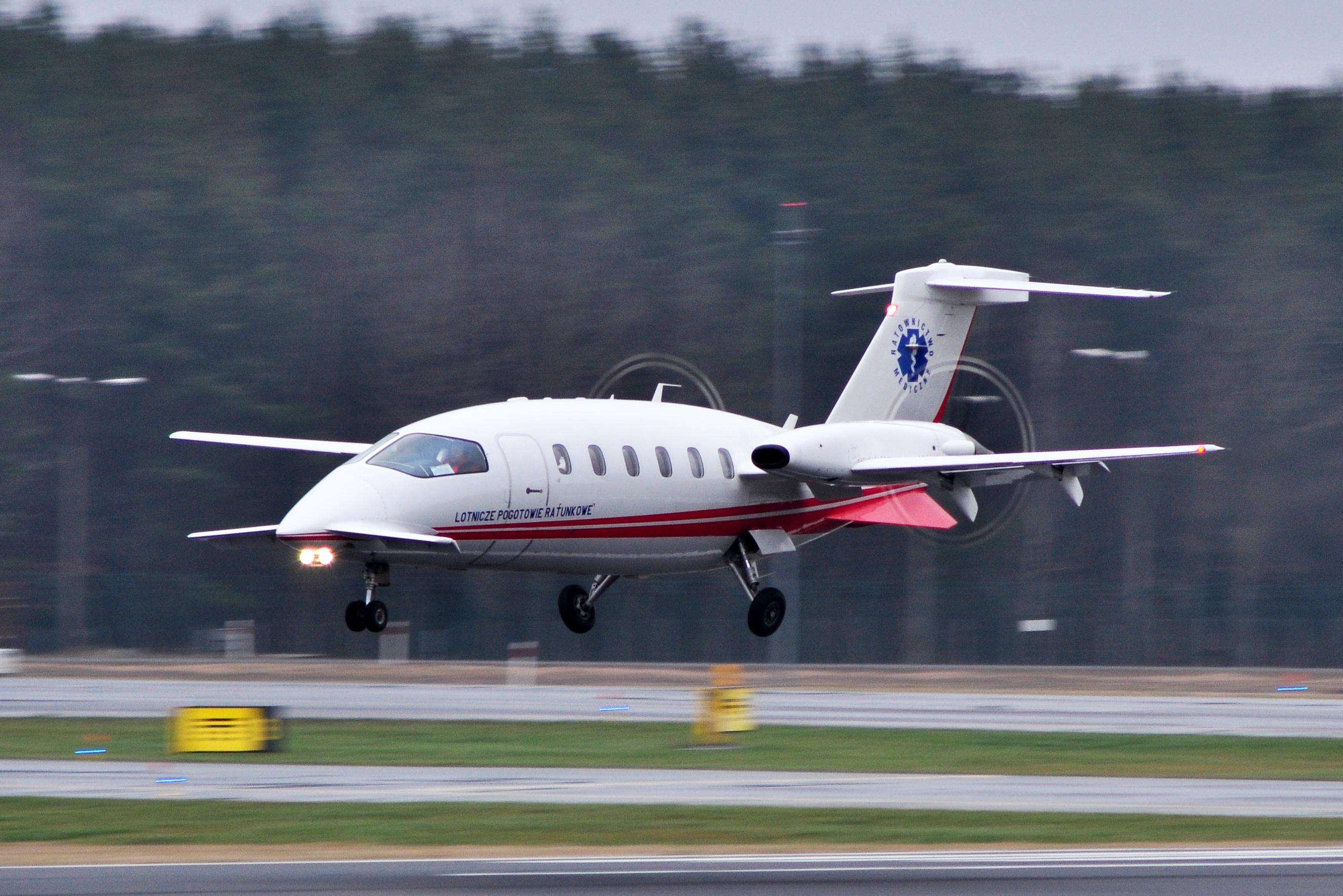
O flap da asa da proa do Avanti estende automaticamente com o flap da asa principal para manter o ângulo de elevação neutro.
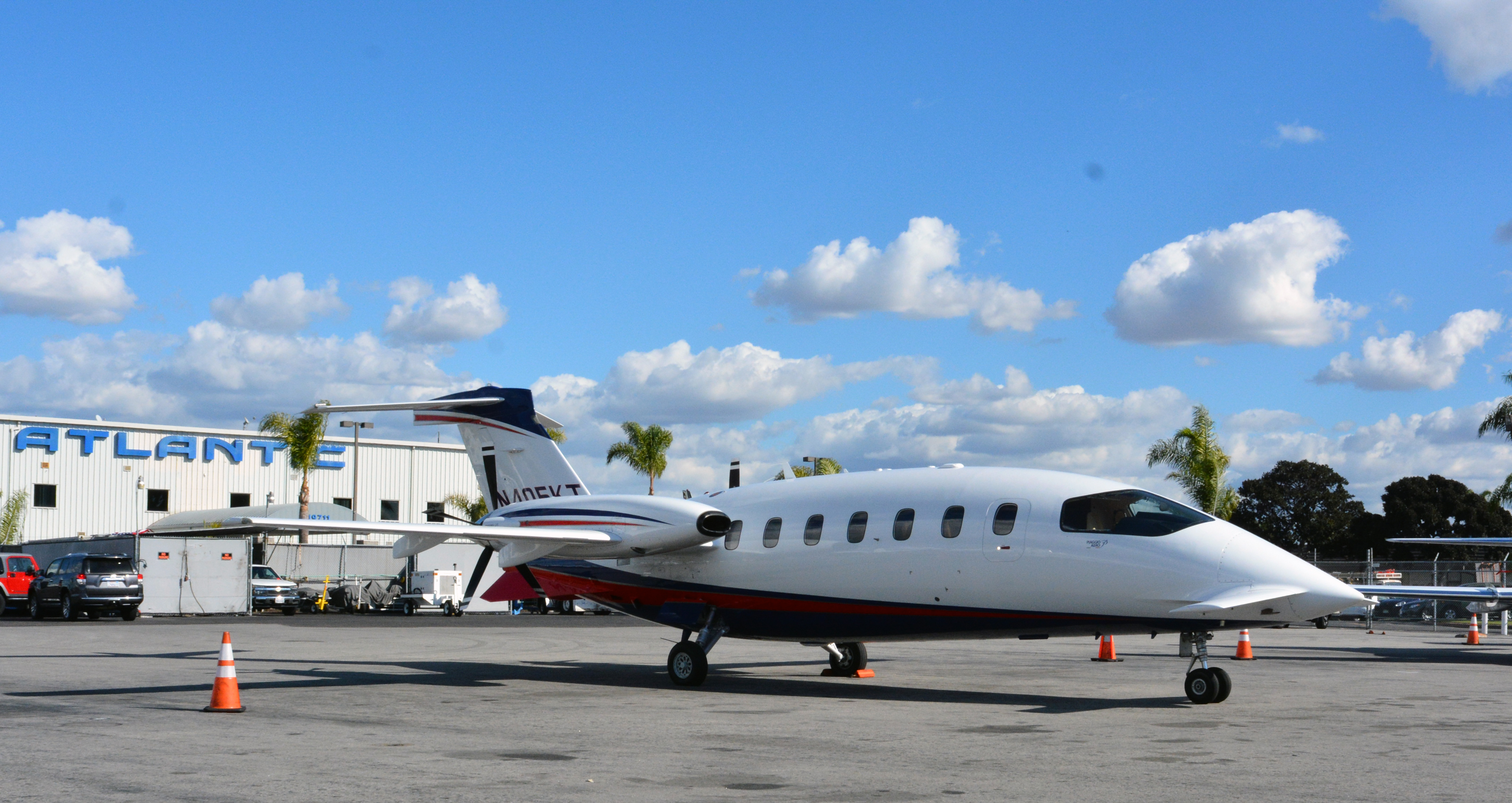
Piaggio P 180 Avanti.
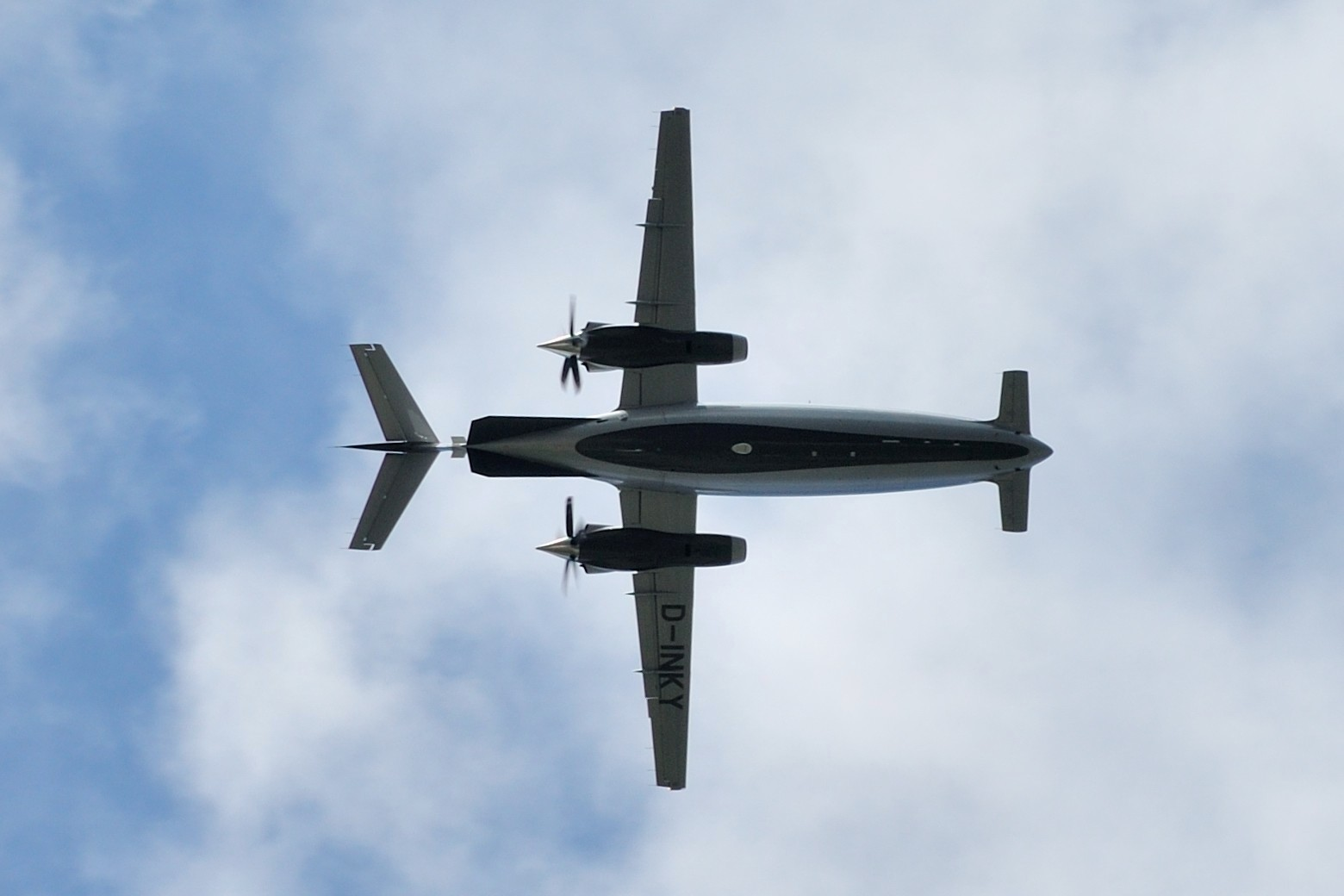
A vista em planta do Avanti destaca o seu desenho incomum.
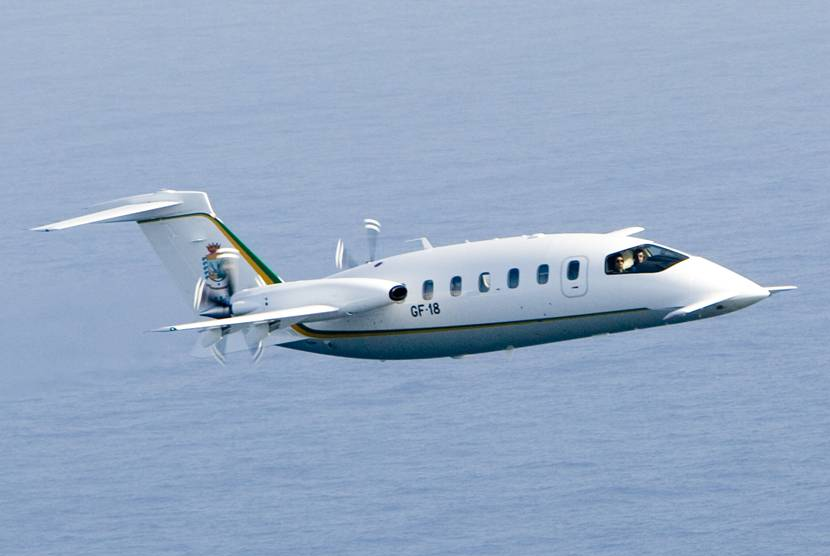
O Avanti em subida.
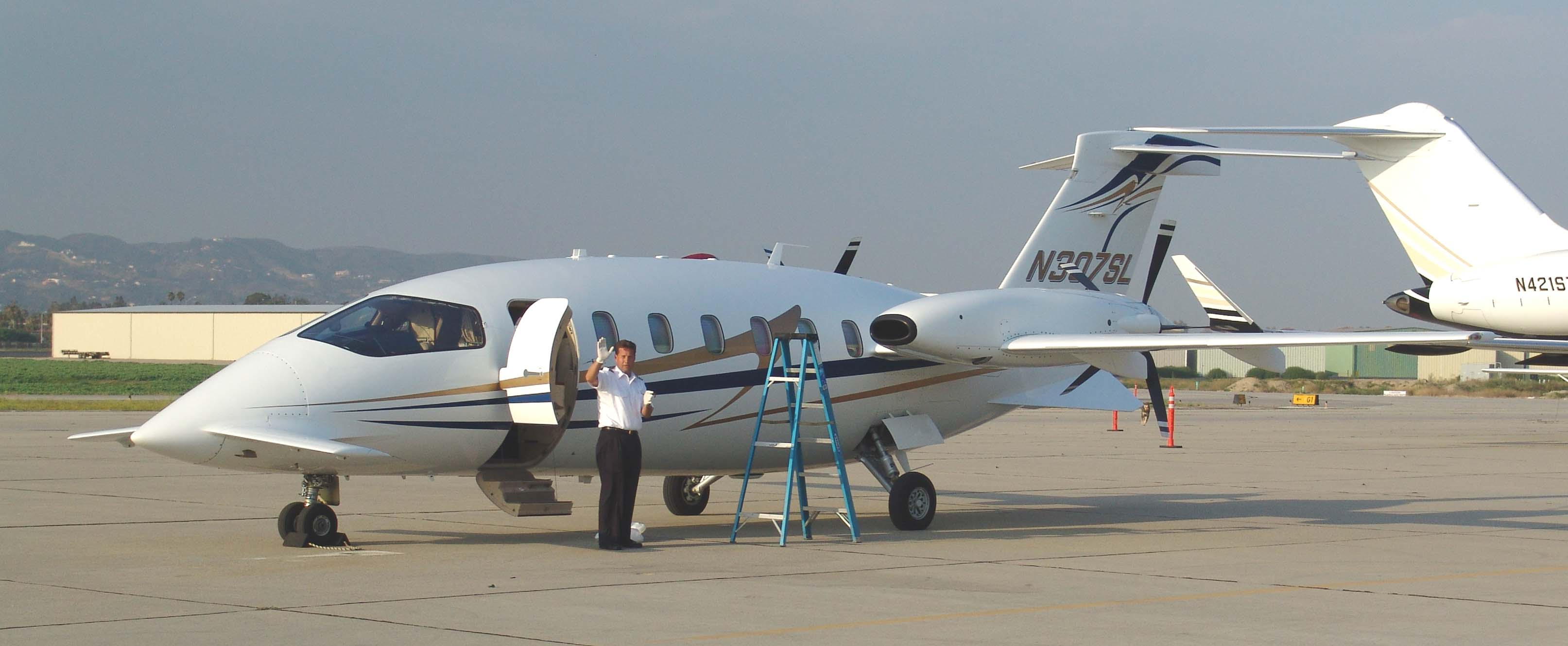
Um Avanti estacionado.
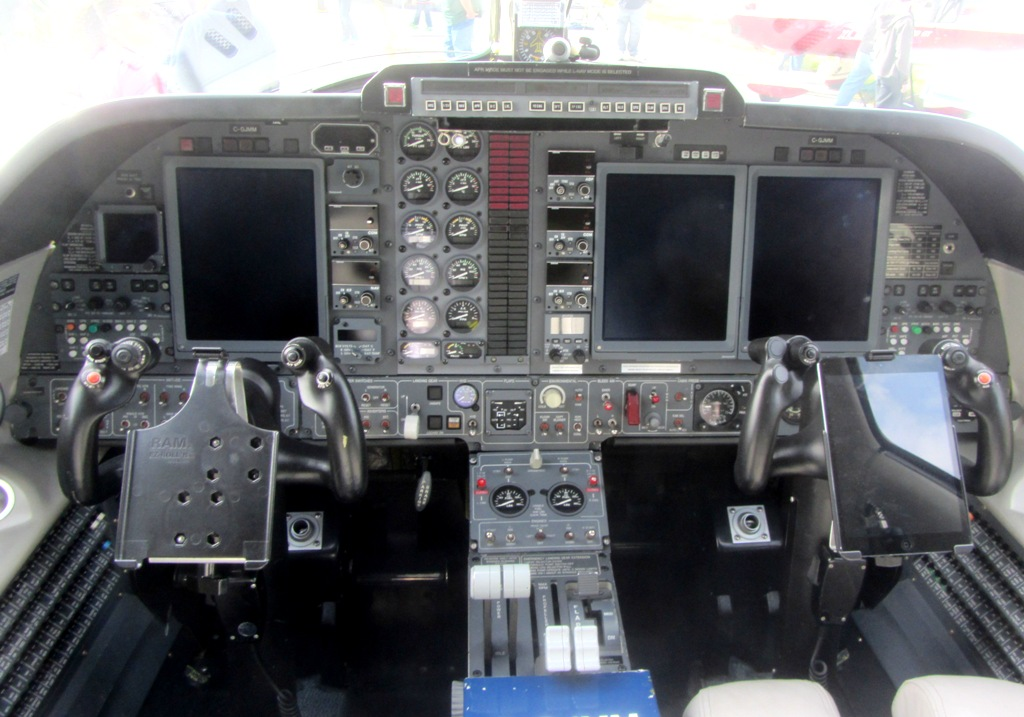
Cabine do Piaggio P.180 Avanti.